# Sanglap
Sanglap is een bestuurslaag in het regentschap Indragiri Hulu van de provincie Riau, Indonesië. Sanglap telt 466 inwoners (volkstelling 2010).